# Number 1 Cheerleader Camp
Number 1 Cheerleader Camp is een Amerikaanse komische film uit 2010 van The Asylum geregisseerd door Mark Quod met Charlene Tilton.

## Verhaal
Na een beschamende gebeurtenis tijdens zijn atletiek neemt Michael een baantje bij een cheerleaders kamp. Bij aankomst ontmoet hij zijn collega Andy die hopeloos op zoek blijkt te zijn naar een partner. Nadat Michael's oog is gevallen op de goed ogende mascotta Sophie, die later een professionele cheerleader moet worden, besluit hij haar en haar team te helpen om de cheerleading kampioenschappen te winnen. De cheerleaders blijken echter niet erg getalenteerd, dus de jongens beroepen zich op een paar vrouwelijke strippers om de cheerleaders naar een hoger niveau te tillen.

## Rolverdeling
| Acteur                   | Personage       |
| ------------------------ | --------------- |
| Charlene Tilton          | Charlene Tilton |
| Seth Cassell             | Andy            |
| Jay Gillespie            | Michael         |
| Erica Duke               | Sophie          |
| Diane Jay Gonzalez       | Bliss           |
| Maura Murphy             | Desire          |
| Harmony Blossom          | Britt           |
| Brian Schulze            | Shawn           |
| Sonja O'Hara             | Betty           |
| Starkesha Brown Robinson | Ronda           |